# 11947 Kimclijsters
(11947) Kimclijsters (voorlopige aanduiding 1993 PK7) is een planetoïde uit een buitenste planetoïdengordel.
Deze werd op 15 augustus 1993 in Caussols ontdekt door Eric Walter Elst, die haar vernoemde naar de Limburgse tennisspeelster Kim Clijsters.